# 5987 Liviogratton
5987 Liviogratton eller 1975 LQ är en asteroid i huvudbältet som upptäcktes den 6 juni 1975 av Félix Aguilar-observatoriet. Den är uppkallad efter astronomen Livio Gratton.
Asteroiden har en diameter på ungefär 4 kilometer.